# 27514 Markov
27514 Markov este o planetă minoră (asteroid), cu un diametru de 4,85 km, din centura de asteroizi. A fost descoperită pe 26 aprilie 2000 la Prescott Observatory⁠(d) de Paul G. Comba⁠(d) și a fost numită după Andrei Markov. 
Obiectul prezintă o orbită caracterizată de o semiaxă mare de 2,8781958 UAi, o excentricitate de 0,03, o înclinație de 2,97021 ° în raport cu ecliptica.